# Modernevler, Ceyhan
Modernevler là một xã thuộc huyện Ceyhan, tỉnh Adana, Thổ Nhĩ Kỳ.